# Belizariusz (powieść Jean-François Marmontela)
 Belizariusz (franc. Bélisaire) – powieść filozoficzna Jean-François Marmontela wydana po raz pierwszy w 1767 roku.
Powieść składa się z XVI rozdziałów. W XVIII wieku drukowano ją z wyjątkiem rozdziału XV, gdzie autor pisał o potrzebie tolerancji religijnej. Powołując się na postać bizantyńskiego mądrego generała Belizariusza Marmontel udziela tam rad królowi jak rządzić. Kreśląc losy wodza, w rzeczywistości autor atakował absolutyzm francuski. Dzieło to znał Stanisław August Poniatowski.